# Козелков, Пётр Андреянович
Пётр Андреянович (Андреевич) Козелков (?—1888) — генерал-майор, герой штурма Геок-Тепе.

## Биография
Обстоятельства ранних лет жизни Козелкова не выяснены.
В военную службу вступил 12 октября 1850 года в Кавказские войска. Принимал участие в походах против горцев, за боевые отличия был награждён несколькими орденами.
В 1877—1878 годах принимал участие в войне против Турции в Закавказье, 1 августа 1877 года произведён в полковники и 22 декабря того же года назначен командиром 152-го пехотного Владикавказского полка. Действовал в составе Ахалцыхского отряда.
9 апреля 1878 года за отличие при штурме Карса Козелков был награждён орденом св. Георгия 4-й степени
Получив приказание атаковать с правой стороны форт Хафиз-паша, он лично повёл три батальона командуемого им полка и, подойдя без выстрела ко рву укрепления, бросился на штурм, и, после отчаянного сопротивления неприятеля, овладел правой стороной форта и орудиями, на ней находившимися. Когда же турки начали собираться, то полковник Козелков, не давая им опомниться, атаковал их с имевшейся под рукой 10-й ротой, причём командир роты был убит, а полковник Козелков ранен, но остался на месте, отстаивая взятое им, пока подоспевшие другие части батальона и 1-й батальон Кутаисского полка, атаковавшие форт с левой стороны под личным начальством генерал-майора Алхазова, дружным натиском вытеснили неприятеля и окончательно овладели фортом Хафиз-паша.
По окончании русско-турецкой войны Козелков был переведён на должность полкового командира в 74-й пехотный Ставропольский полк, во главе которого в составе Закаспийских войск под командованием М. Д. Скобелева действовал в Туркмении и в конце 1880 года и начале 1881 года блестяще проявил себя при осаде крепости Геок-Тепе. При главном штурме крепости Козелков командовал отдельной колонной. По свидетельству М. А. Терентьева на его долю досталась самая трудная задача — атака крепостной стены через небольшие проломы, сделанные артиллерией. В результате его отряд понёс и самые большие потери среди всех штурмующих войск.
Высочайшим приказом от 24 января 1881 года Козелков получил крайне редкую для полковника награду — орден св. Георгия 3-й степени (№ 579 по кавалерским спискам)
В день штурма Денгиль-Тепе, 12-го января, полковник Козелков, командуя центральной штурмовой колонной, после упорного боя овладел брешью произведённой нашей артиллерией в стенах крепости, защитники которой были перебиты. С занятием этой бреши атака крепости приняла оборот в нашу пользу.
После занятия Асхабада Козелков некоторое время исполнял обязанности отрядного интенданта, после чего уехал в отпуск.
30 августа 1886 года Козелков был произведён в генерал-майоры и назначен командиром Закаспийской стрелковой бригады, с 1887 года командовал 1-й бригадой 19-й пехотной дивизии.
Скончался 27 марта 1888 года в Ставрополе.

## Награды
Среди прочих наград Козелков имел ордена:
- Орден Святой Анны 4-й степени (1858 год)
- Орден Святой Анны 3-й степени с мечами и бантом (1863 год)
- Орден Святого Станислава 2-й степени с мечами (1864 год)
- Орден Святой Анны 2-й степени (1874 год)
- Орден Святого Владимира 4-й степени с бантом (1874 год, за беспорочную выслугу 25 лет в офицерских чинах)
- Орден Святого Владимира 3-й степени с мечами (1877 год)
- Орден Святого Георгия 4-й степени (9 апреля 1878 года)
- Золотая сабля с надписью «За храбрость» (14 сентября 1878 года)
- Орден Святого Георгия 3-й степени (24 января 1881 года)